# Båtön (Luleå)
Båtön est une île de l’archipel de Luleå  en Suède,,.

## Présentation
Båtön est située a environ 25 kilomètres au nord-est du centre-ville de Luleå.
L'île comprend le Hamnberget qui culmine à 20 mètres d'altitude et un lac. 
Båtön abrite quelques bâtiments autour de la baie Båtöviken au nord de l'île.
La réserve naturelle de Lill-Furuön est située entre entre Fjuksön et Båtön.